# Akın Sinan Dağdelen
Akın Sinan Dağdelen (İzmir, 18 juli 1977) is een Turks doelman die bij Göztepe SK speelt.

## Erelijst
- Göztepe SK
  - Türkiye Futbol Federasyonu 2. Lig : 1 (2011)

- Manisaspor
  - Türkiye Futbol Federasyonu 2. Lig : 1 (2002)